# Сорбер, Майк
Майкл Сти́вен Со́рбер (англ. Michael "Mike" Steven Sorber; 14 мая 1971, Флориссант, Миссури, США) — американский футболист, защитник. Известен по выступлениям за сборную США. Участник чемпионата мира 1994.

## Клубная карьера
Сорбер начал свою карьеру, выступая за команду Сент-Луисского университета. После окончания учёбы он подписал контракт с Федерацией футбола США и выступал за национальную команду. После домашнего мундиаля Майк подписал контракт с мексиканским клубом «УНАМ Пумас». В Мексике Сорбер провёл два сезона и стал первым американцем, который был включён в сборную звёзд мексиканской лиги.
После создания MLS, Майк как и многие звезды американской команды вернулся в США. Через процесс распределения он был выбран клубом «Канзас-Сити Уизардс». В новой клубе Сорбер провёл один сезон и 1 февраля 1997 года был обменян на Деймиана Силверу в «Метростарс». В новом клубе он провёл три сезона. 21 февраля 2000 года «Метростарс» отчислил Сорбера. 14 апреля 2000 года на драфте отказов Сорбер был выбран клубом «Нью-Инглэнд Революшн», который в тот же день обменял его в «Чикаго Файр» на пик четвёртого раунда драфта MLS 2001. В составе чикагской команды Сорбер провёл один сезон, после которого завершил карьеру и вернулся в свою альма-матер — Сент-Луисский университет, войдя в тренерский штаб футбольной команды вуза.

## Международная карьера
25 января 1992 года в матче против сборной СНГ Сорбер дебютировал за сборную США.
В 1993 году Майк принял участие в Кубке Америки. В 1994 году Сорбер попал в заявку на участие в домашнем чемпионате мира. На турнире он принял участие в поединках против сборных Колумбии, Румынии, Бразилии и Швейцарии. После мундиаля он защищал цвета страны на Кубке Америки 1995, а также Золотом кубке КОНКАКАФ 1996.
Всего за сборную Сорбер сыграл 67 матчей и забил два мяча.

## Тренерская карьера
В 2007—2011 годах Сорбер ассистировал Бобу Брэдли в сборной США.
5 октября 2011 года Сорбер вошёл в тренерский штаб клуба-новичка MLS «Монреаль Импакт» в качестве ассистента главного тренера Джесси Марша.
7 февраля 2014 года Сорбер присоединился к тренерскому штабу «Филадельфии Юнион» в качестве ассистента главного тренера Джона Хакуорта.
12 января 2018 года Сорбер был назначен директором по футбольным операциям клуба-новичка MLS «Лос-Анджелес».
19 января 2022 года Сорбер воссоединился с Брэдли в «Торонто» в качестве его ассистента и технического директора. 26 июня 2023 года «Торонто» уволил Брэдли и Сорбера.